# Planchonella brevipes
Planchonella brevipes là một loài thực vật có hoa trong họ Hồng xiêm. Loài này được A.C.Sm. miêu tả khoa học đầu tiên năm 1981.